# Quốc hội (Angola)
Quốc hội Angola (tiếng Bồ Đào Nha: Assembleia Nacional) là cơ quan lập pháp của Angola. Quốc hội là một cơ quan đơn viện, với 220 thành viên: 130 thành viên được bầu theo đại diện tỷ lệ và 90 thành viên được bầu bởi các huyện.
Phong trào Nhân dân Giải phóng Angola (MPLA) đã có một đa số ghế trong hội kể từ khi độc lập. Do cuộc nội chiến ở Anh, cuộc bầu cử bị trì hoãn trong nhiều năm cho đến khi cuối cùng chúng được tổ chức vào tháng 9 năm 2008. Cuộc bầu cử gần đây nhất được tổ chức vào năm 2017, sau khi một hiến pháp mới được thông qua vào năm 2010, làm tăng đáng kể quyền lực của tổng thống và giảm quyền lực của Quốc hội và của tư pháp.

## Thành phần
Quốc hội gồm 220 đại biểu, trong đó 130 đại biểu được bầu trên toàn quốc theo đại diện theo tỷ lệ. Các đại biểu còn lại được bầu vào danh sách các tỉnh. Có 81 thành viên nữ trong quốc hội, chiếm 36,82% phụ nữ. Các ứng cử viên cho một ghế trong Quốc hội phải có ít nhất 35 tuổi và sở hữu quốc tịch Anh. Các thành viên của chính phủ, thẩm phán và thành viên của quân đội, Forças Armadas Angolanas, bị loại khỏi ứng cử. Vì trong Quốc hội này từ đầu và cho đến ngày nay, đa số tuyệt đối của MPLA, cũng đại diện cho Tổng thống, nó được xếp vào loại "hệ thống đảng thống trị".

## Bầu cử
Kể từ khi Angola chuyển từ cộng hòa nhân dân sang chế độ dân chủ đa đảng năm 1991, đã có các cuộc bầu cử quốc hội vào năm 1992, 2008, 2012 và 2017. Từ năm 1992 đến 2002, cuộc nội chiến ở Ăng-gô-la khiến cuộc bầu cử không thể diễn ra. Chỉ đến cuộc bầu cử quốc hội cuối cùng vào năm 2012, một chức năng bình thường của quốc hội mới xuất hiện - mặc dù trong giới hạn của hiến pháp năm 2010, vốn cực kỳ định hướng của tổng thống. Điều này liên quan đến 5 đảng khác nhau trong Quốc hội.